# Geissoloma marginatum
Geissoloma marginatum là một loài thực vật có hoa bản địa của tỉnh Cape ở Nam Phi. Chúng có dạng cây bụi thường xanh chịu khô hạn có khả năng tích lũy nhôm.
Các lá đơn mọc đối trên thân cây, cứng và dai như da, có các lá kèm rất nhỏ trên cuống lá. Hoa lưỡng tính, đối diện với các lá bắc và có 4 lá đài dạng cánh hoa màu đỏ hay hơi hồng, 4 cánh hoa hợp nhất một phần, 8 lá đài và 4 lá noãn. Quả nang chứa 4 hạt.
Đây là loài đại diện duy nhất của chi Geissoloma cũng như của họ Geissolomataceae

## Hình ảnh